# Tour de Omán 2015
La 6.ª edición del Tour de Omán tuvo lugar del 18 al 22 de febrero de 2015 con un recorrido de 988,5 km. 
Organizada por la ASO, formó parte del UCI Asia Tour 2015, dentro de la categoría 2.HC (máxima categoría de estos circuitos).
El vencedor final fue el valenciano Rafael Valls, que de esta manera conseguía la victoria más importante de su carrera deportiva. Valls obtuvo el triunfo final en la victoria en la etapa reina, con final en el Jabal Al Akhdhar, en el que consiguió sorprender a principales favoritos. Le acompañaron en el podio el estadounidense Tejay Van Garderen y el español Alejandro Valverde, a nueve y diecinueve segundos respectivamente de Valls.
Andrea Guardini, vencedor de la primera etapa, fue el vencedor de la clasificación por puntos; Louis Meintjes de la de los jóvenes, Jef Van Meirhaeghe de la combatividad y el BMC Racing Team de los equipos.

## Equipos participantes
| Equipo                      | Cód. UCI | Categoría               | Jefe de filas        |
| --------------------------- | -------- | ----------------------- | -------------------- |
| Astana Pro Team             | AST      | UCI ProTeam             | Vincenzo Nibali      |
| BMC Racing Team             | BMC      | UCI ProTeam             | Tejay Van Garderen   |
| Etixx-Quick Step            | EQS      | UCI ProTeam             | Tom Boonen           |
| FDJ                         | FDJ      | UCI ProTeam             | Thibaut Pinot        |
| IAM Cycling                 | IAM      | UCI ProTeam             | Heinrich Haussler    |
| Team Katusha                | KAT      | UCI ProTeam             | Joaquim Rodríguez    |
| Lampre-Merida               | LAM      | UCI ProTeam             | Rui Costa            |
| Movistar Team               | MOV      | UCI ProTeam             | Alejandro Valverde   |
| Orica-GreenEDGE             | OGE      | UCI ProTeam             | Adam Blythe          |
| Team Sky                    | SKY      | UCI ProTeam             | Leopold König        |
| Team Giant-Alpecin          | TGA      | UCI ProTeam             | Warren Barguil       |
| Tinkoff-Saxo                | TCS      | UCI ProTeam             | Peter Sagan          |
| Trek Factory Racing         | TFR      | UCI ProTeam             | Fabian Cancellara    |
| Bardiani-CSF Pro Team       | BAR      | Profesional Continental | Simone Andreetta     |
| Bora-Argon 18               | BOA      | Profesional Continental | Sam Bennett          |
| Cofidis, Solutions Crédits  | COF      | Profesional Continental | Nacer Bouhanni       |
| MTN-Qhubeka                 | MTN      | Profesional Continental | Edvald Boasson Hagen |
| Topsport Vlaanderen-Baloise | TSV      | Profesional Continental | Jelle Wallays        |

## Etapas
| Etapa     | Fecha         | Recorrido                                          | km    | Ganador            | Líder             |
| --------- | ------------- | -------------------------------------------------- | ----- | ------------------ | ----------------- |
| 1.ª etapa | 17 de febrero | Castillo Bayt Al Naman - Al Wutayyah               | 161   | Andrea Guardini    | Andrea Guardini   |
| 2.ª etapa | 18 de febrero | Castillo Al Hazm - Al Bustan                       | 195   | Fabian Cancellara  | Fabian Cancellara |
| 3.ª etapa | 19 de febrero | Al Mussanah Sports City - Al Mussanah Sports Citya | 158,5 | Alexander Kristoff | Fabian Cancellara |
| 4.ª etapa | 20 de febrero | Masqat (Sultan Qaboes-moskee) - Djabal Achdar      | 189   | Rafael Valls       | Rafael Valls      |
| 5.ª etapa | 21 de febrero | Al Sawadi Beach - Ministry of Housing              | 151,5 | Etapa Neutralizada | Rafael Valls      |
| 6.ª etapa | 22 de febrero | Masqat (Oman Air) - Muttrah Promenade              | 133,5 | Matthias Brändle   | Rafael Valls      |

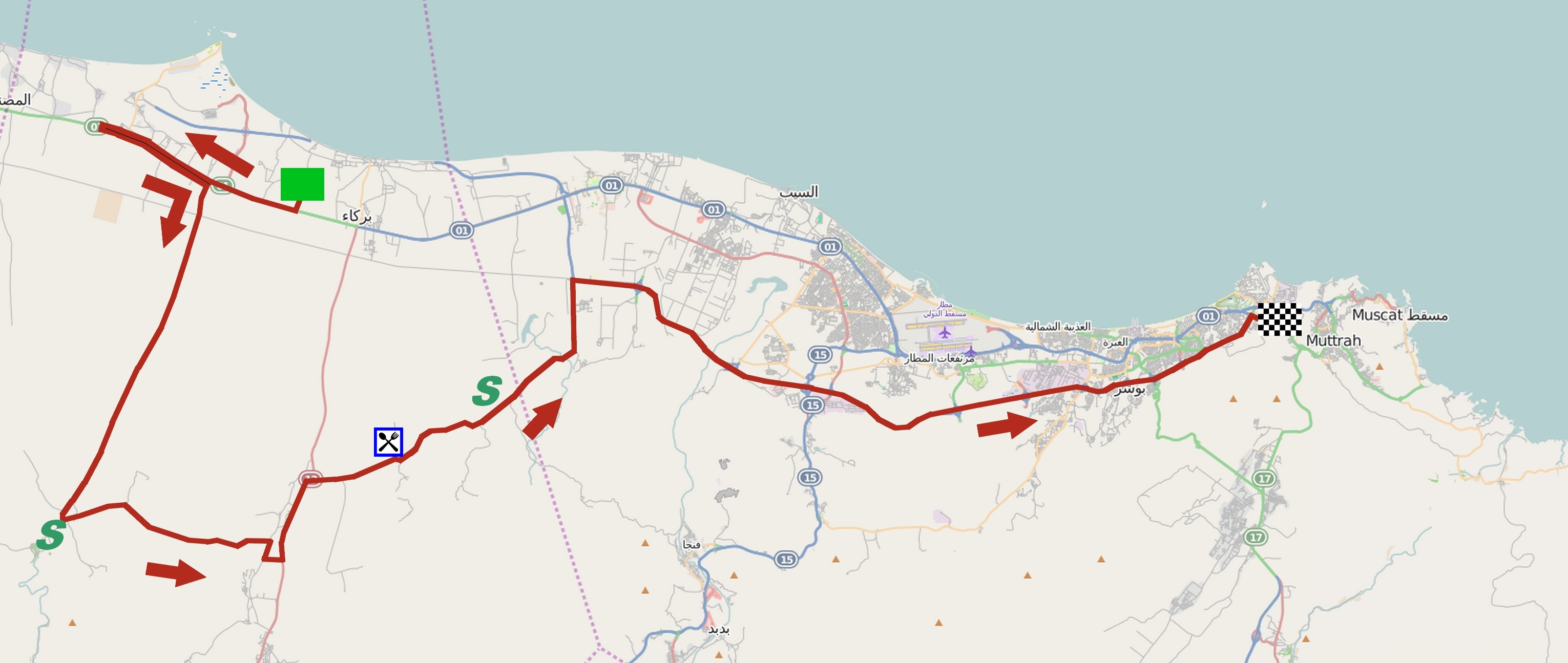
1.
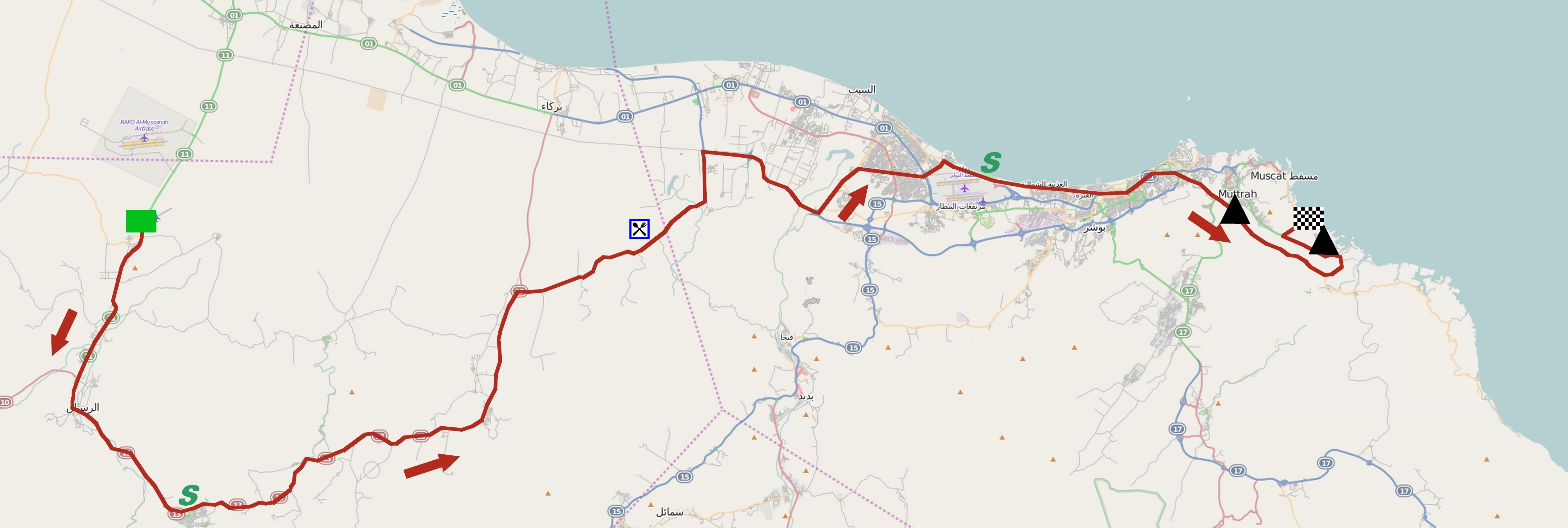
2.
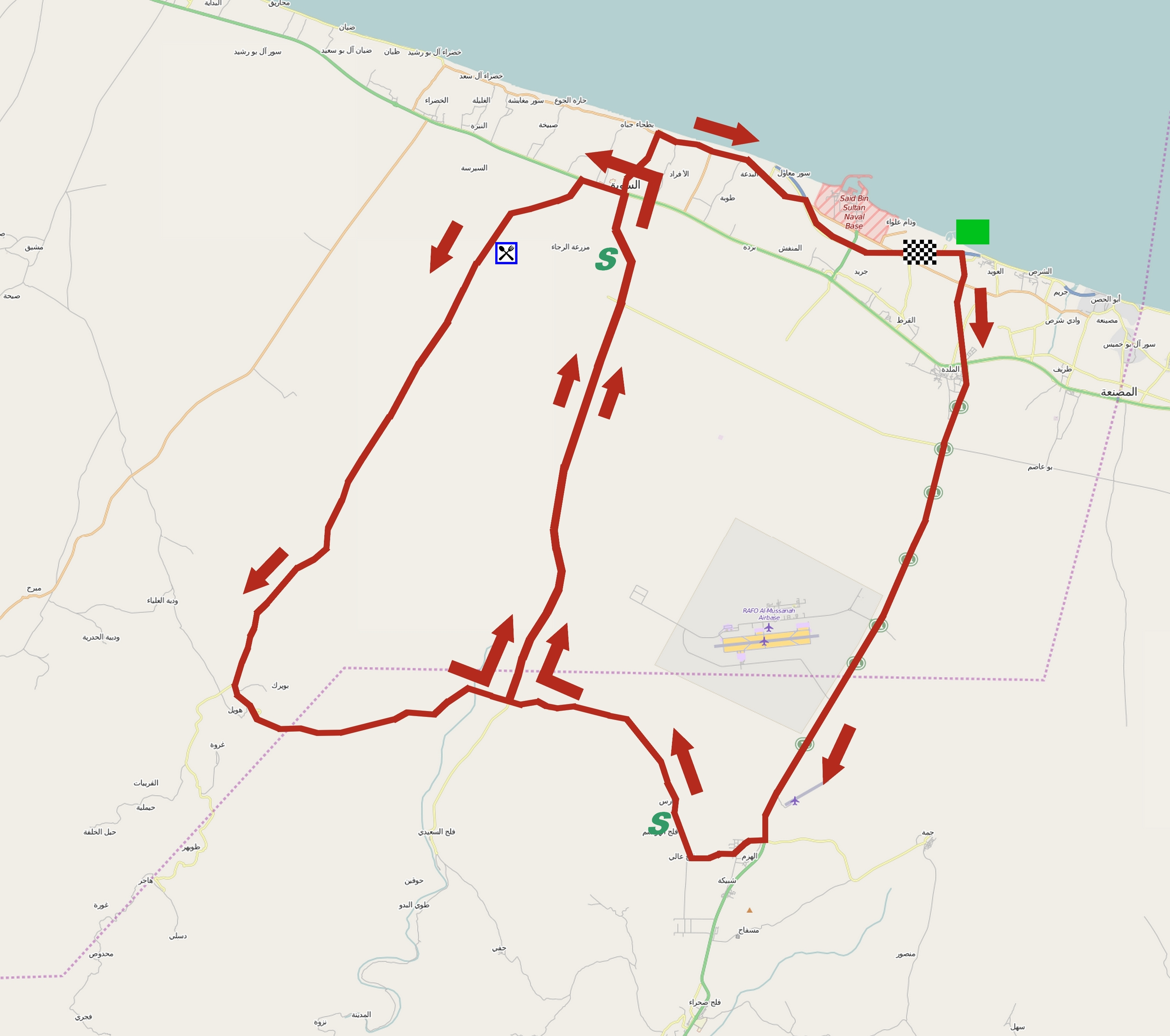
3.
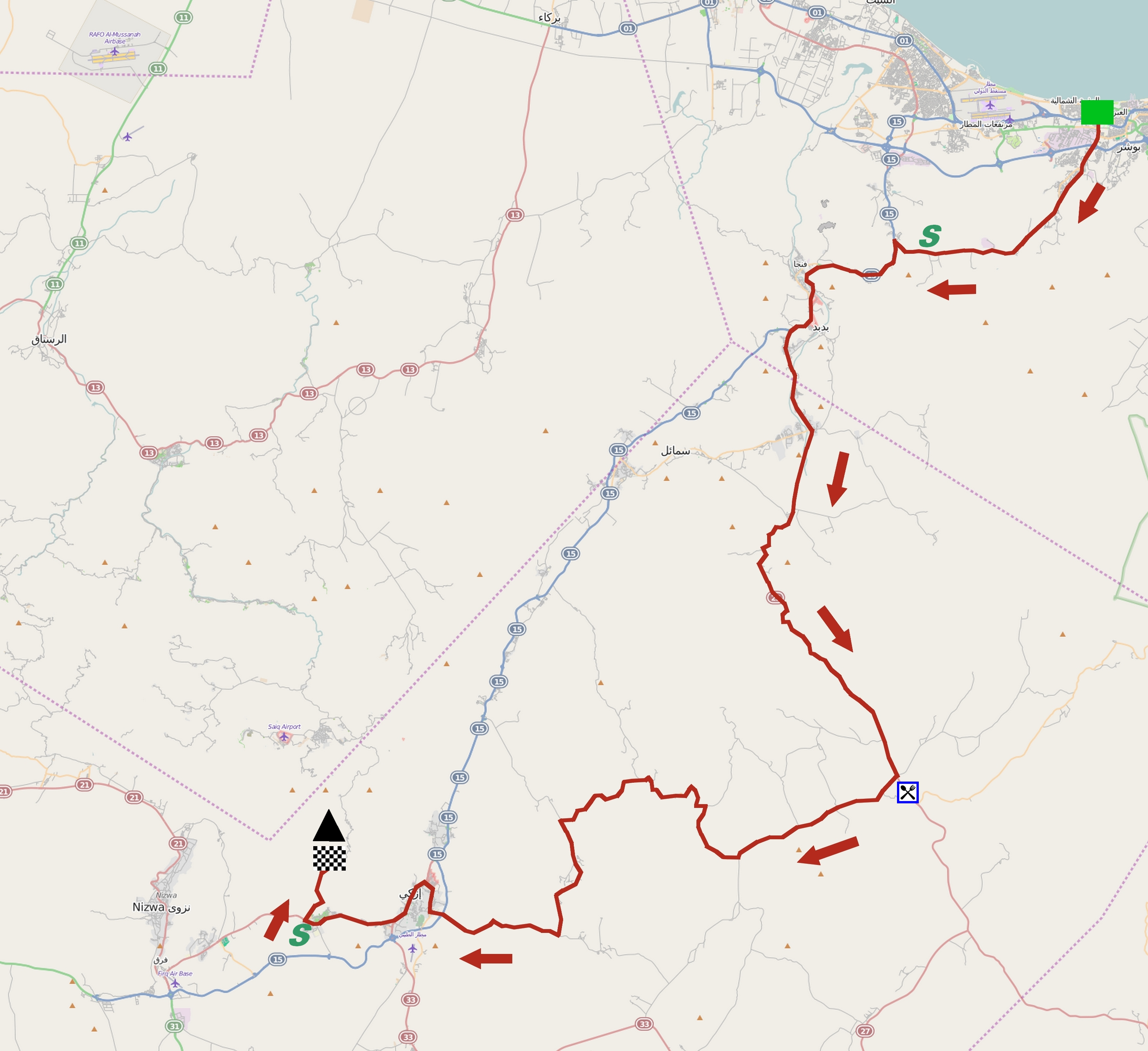
4.
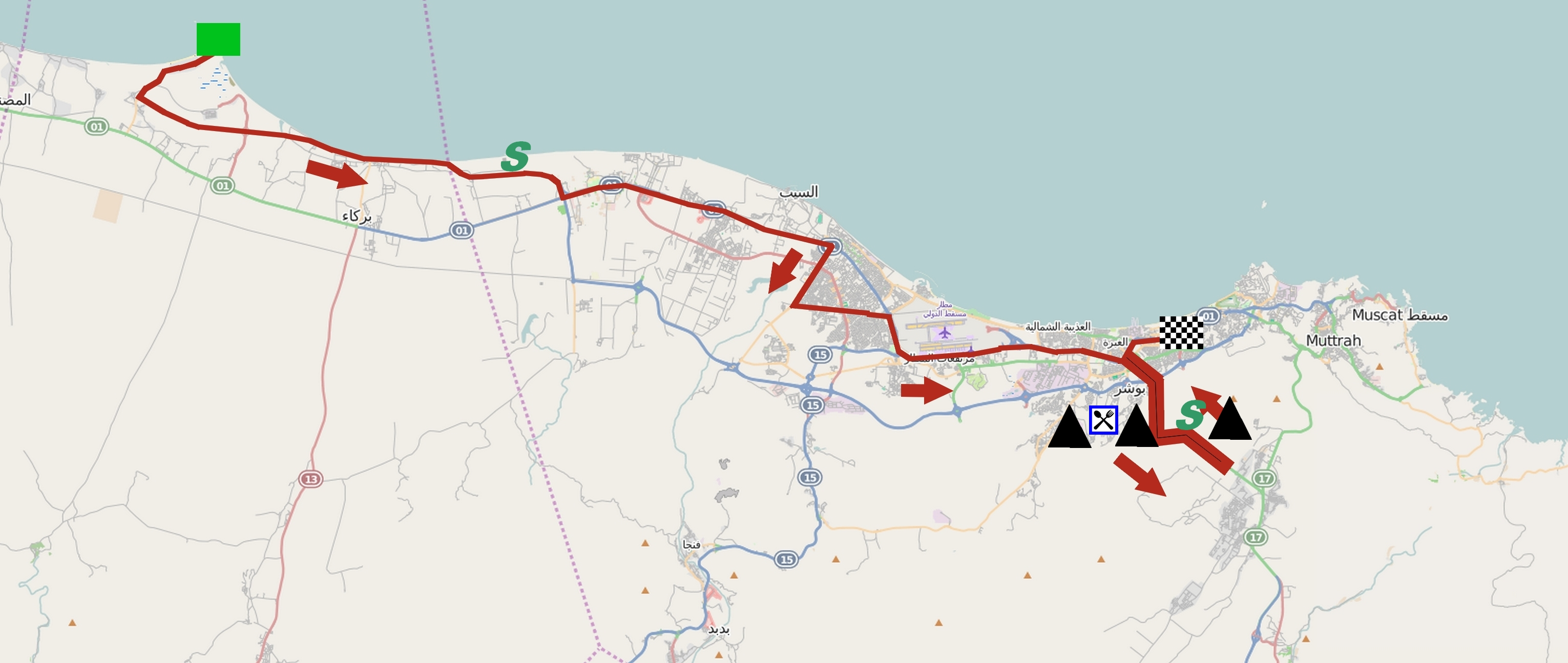
5.
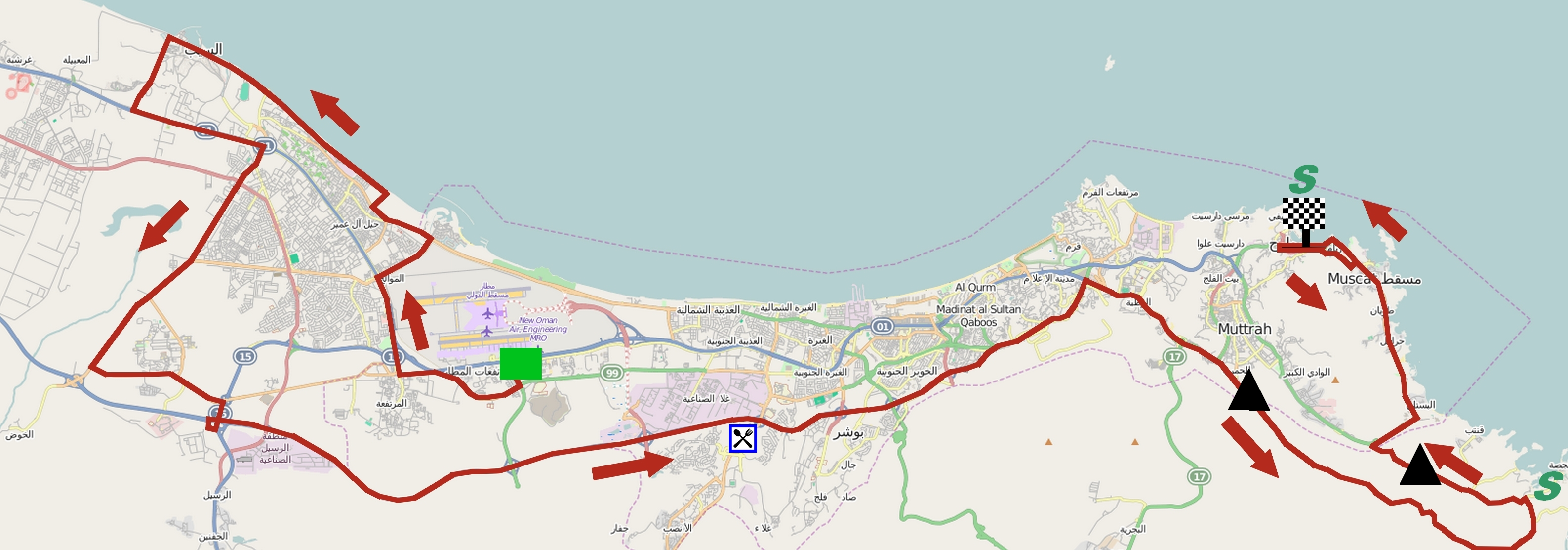
6.

### Cancelación de la quinta etapa
La quinta etapa fue cancelada a causa del clima. La etapa tenía un recorrido en línea y después un circuito montañoso. La primera parte de la etapa fue cancelada pese a las grandes rachas de viento, que impedía correr con facilidad, ya que la arena de las dunas se interponía entre los ciclistas. Se trasladó la etapa al circuito final, donde el calor hizo que se empezaran a reventar los tubulares de los ciclistas. Pese a la peligrosidad que suponía los posibles pinchazos, se decidió suspender la etapa, quedando los mismos resultados generales, con Rafa Valls de líder del Tour de Omán.

## Clasificaciones finales
- Las clasificaciones finalizaron de la siguiente forma:[1]

### Clasificación general
| Posición | Ciclista                   | Equipo          | Tiempo          |
| -------- | -------------------------- | --------------- | --------------- |
|          | Rafael Valls               | Lampre-Merida   | 21 h 9 min 31 s |
| 2.º      | Tejay Van Garderen         | BMC Racing      | a 9 s           |
| 3.º      | Alejandro Valverde         | Movistar        | a 19 s          |
| 4.º      | Rafał Majka                | Tinkoff-Saxo    | a 22 s          |
| 5.º      | Jacques Janse van Rensburg | MTN-Qhubeka     | a 1 m 4 s       |
| 6.º      | Louis Meintjes             | MTN-Qhubeka     | a 1 m 8 s       |
| 7.º      | Jakob Fuglsang             | Astana Pro Team | a 1 m 10 s      |
| 8.º      | Ben Hermans                | BMC Racing      | a 1 m 15 s      |
| 9.º      | Julián Arredondo           | Trek Factory    | a 1 m 26 s      |
| 10.º     | Patrick Konrad             | Bora-Argon 18   | a 1 m 35 s      |

### Clasificación por puntos
| Posición | Ciclista           | Equipo                      | Puntos |
| -------- | ------------------ | --------------------------- | ------ |
|          | Andrea Guardini    | Astana Pro Team             | 31     |
| 2.º      | Jef Van Meirhaeghe | Topsport Vlaanderen-Baloise | 31     |
| 3.º      | Alexander Kristoff | Team Katusha                | 24     |
| 4.º      | Alejandro Valverde | Movistar                    | 21     |
| 5.º      | Matteo Pelucchi    | IAM Cycling                 | 18     |

### Clasificación de los jóvenes
| Posición | Ciclista       | Equipo          | Tiempo         |
| -------- | -------------- | --------------- | -------------- |
|          | Louis Meintjes | MTN-Qhubeka     | 21 h 10 m 39 s |
| 2.º      | Patrick Konrad | Bora-Argon 18   | a 28 s         |
| 3.º      | Georg Preidler | Giant-Alpecin   | a 2 m 45 s     |
| 4.º      | Warren Barguil | Giant-Alpecin   | a 3 m 2 s      |
| 5.º      | Damien Howson  | Orica GreenEDGE | a 3 m 55 s     |

### Clasificación de la combatividad
| Posición | Ciclista           | Equipo                      | Puntos |
| -------- | ------------------ | --------------------------- | ------ |
|          | Jef Van Meirhaeghe | Topsport Vlaanderen-Baloise | 27     |
| 2.º      | Danny Pate         | Sky                         | 8      |
| 3.º      | Gatis Smukulis     | Katusha                     | 6      |
| 4.º      | Iljo Keisse        | Etixx-Quick Step            | 6      |
| 5.º      | Preben Van Hecke   | Topsport Vlaanderen-Baloise | 6      |

### Clasificación por equipos
| Posición | Equipo          | Tiempo         |
| -------- | --------------- | -------------- |
|          | BMC Racing Team | 63 h 33 m 29 s |
| 2.º      | Tinkoff-Saxo    | a 9 s          |
| 3.º      | MTN Qhubeka     | a 54 s         |

## UCI Asia Tour
El Tour de Omán otorga puntos para el UCI Asia Tour 2015, solamente para corredores de equipos Profesional Continental y Equipos Continentales. Las siguientes tablas corresponden al baremo de puntuación y a los puntos obtenidos por cada corredor:
| Posición              | 1º  | 2º | 3º | 4º | 5º | 6º | 7º | 8º | 9º | 10º | 11º | 12º | 13º | 14º | 15º |
| Clasificación General | 100 | 70 | 40 | 30 | 25 | 20 | 15 | 10 | 9  | 8   | 7   | 6   | 5   | 4   | 3   |
| Por etapa             | 20  | 14 | 8  | 7  | 6  | 5  | 4  | 2  |    |     |     |     |     |     |     |
| Líder, por etapa      | 10  |    |    |    |    |    |    |    |    |     |     |     |     |     |     |

| Ciclista                   | Equipo                      | General | Etapa | Líder | Total |
| -------------------------- | --------------------------- | ------- | ----- | ----- | ----- |
| Jacques Janse van Rensburg | MTN-Qhubeka                 | 25      | 4     | -     | 29    |
| Louis Meintjes             | MTN-Qhubeka                 | 20      | 2     | -     | 22    |
| Nacer Bouhanni             | Cofidis, Solutions Crédits  | -       | 16    | -     | 16    |
| Patrick Konrad             | Bora-Argon 18               | 8       | -     | -     | 8     |
| Jef Van Meirhaeghe         | Topsport Vlaanderen-Baloise | -       | 8     | -     | 8     |
| Sam Bennett                | Bora-Argon 18               | -       | 2     | -     | 2     |

## Evolución de las clasificaciones
| Etapa (Vencedor)            | Clasificación general | Clasificación por puntos | Clasificación de los jóvenes | Clasificación por equipos | Clasificación de la combatividad |
| --------------------------- | --------------------- | ------------------------ | ---------------------------- | ------------------------- | -------------------------------- |
| 1ª etapa Andrea Guardini    | Andrea Guardini       | Andrea Guardini          | Patrick Konrad               | Giant-Alpecin             | Patrick Konrad                   |
| 2ª etapa Fabian Cancellara  | Fabian Cancellara     | Fabian Cancellara        | Patrick Konrad               | BMC Racing                | Jef Van Meirhaeghe               |
| 3ª etapa Alexander Kristoff | Fabian Cancellara     | Andrea Guardini          | Patrick Konrad               | BMC Racing                | Jef Van Meirhaeghe               |
| 4ª etapa Rafael Valls       | Rafael Valls          | Andrea Guardini          | Louis Meintjes               | BMC Racing                | Jef Van Meirhaeghe               |
| 5ª etapa Suspendida         | Rafael Valls          | Andrea Guardini          | Louis Meintjes               | BMC Racing                | Jef Van Meirhaeghe               |
| 6ª etapa Matthias Brändle   | Rafael Valls          | Andrea Guardini          | Louis Meintjes               | BMC Racing                | Jef Van Meirhaeghe               |
| Final                       | Rafael Valls          | Andrea Guardini          | Louis Meintjes               | BMC Racing                | Jef Van Meirhaeghe               |